# Alison Britton
Alison Britton, född 4 maj 1948, är en brittisk keramiker, känd för sin stora skulpturala vaser.
Hon föddes i Harrow, Middlesex och har studerat vid Leeds College of Art (1966–1967), Central School of Art and Design (1966–1967) och Royal College of Art (1970–1973). Hon blev medlem på Royal College of Art år 1900 och undervisar där sedan 1998.
År 1990 fick hon Brittiska imperieorden.
Hon finns representerad på Victoria and Albert Museum i London, British Council Collection, Los Angeles County Museum of Art och på Nationalmuseum i Stockholm.